# Суккар, Александер
Александер Насим Суккар Каньоте (исп. Alexander Nasim Succar Cañote; род. 12 августа 1995[…], Лима) — перуанский футболист, нападающий клуба «Университарио» и сборной Перу.

## Клубная карьера
Суккар — воспитанник известной футбольной Академии Депортиво Кантолао. В 2014 году Александер подписал контракт с «Спортинг Кристал». 17 августа в матче против «Сьенсиано» он дебютировал в перуанской Премьере. В своём дебютном сезоне Александер стал чемпионом страны. В 2015 году для получения игровой практики Суккар на правах аренды перешёл в «Сьенсиано». 1 мая в матче против «Леон де Уануко» он дебютировал за новую команду. В этом же поединке Александер забил свой первый гол за «Сьенсиано». По окончании аренды он вернулся в «Спортинг Кристал». 24 февраля 2016 года в поединке против «Альянса Атлетико» Суккар забил свой первый гол за команду.
Летом 2016 года Александер перешёл в «Универсидад Сан-Мартин». В матче против «Кахамарки» он дебютировал за новую команду. 18 сентября в поединке против «Альянса Атлетико» Суккар забил свой первый гол за «Универсидад Сан-Мартин».

## Международная карьера
В 2015 году в составе молодёжной сборной Перу Суккар принял участие молодёжном чемпионате Южной Америки в Уругвае. На турнире он сыграл в матчах против команд Эквадора, Уругвая, Колумбии, Бразилии, а также дважды Парагвая и Аргентины. В поединках против эквадорцев, колумбийцев и парагвайцев Александер забил четыре гола.
8 июня 2017 года в товарищеском матче против сборной Парагвая Суккар дебютировал за сборную Перу.

## Достижения
«Спортинг Кристал»
- Чемпионат Перу по футболу — 2014